# Basílica de Santa Maria della Salute
Santa Maria della Salute (Santa Maria da Saúde) é uma basílica em  Veneza, que se ergue perto da da Punta della Dogana (Ponta da Alfândega). Foi construída, tal como a Igreja do Redentor e a Igreja de São Roque, como ex-voto dos habitantes venezianos por causa da peste que em 1630 dizimou a população.

## História
A peste foi trazida pelo conde de Mântua, que foi internado na ilha do Lazzaretto Vecchio, mas bastou-lhe entrar em contacto com um carpinteiro local para que a infeção se estendesse por toda a cidade a partir do Campo San Lio.

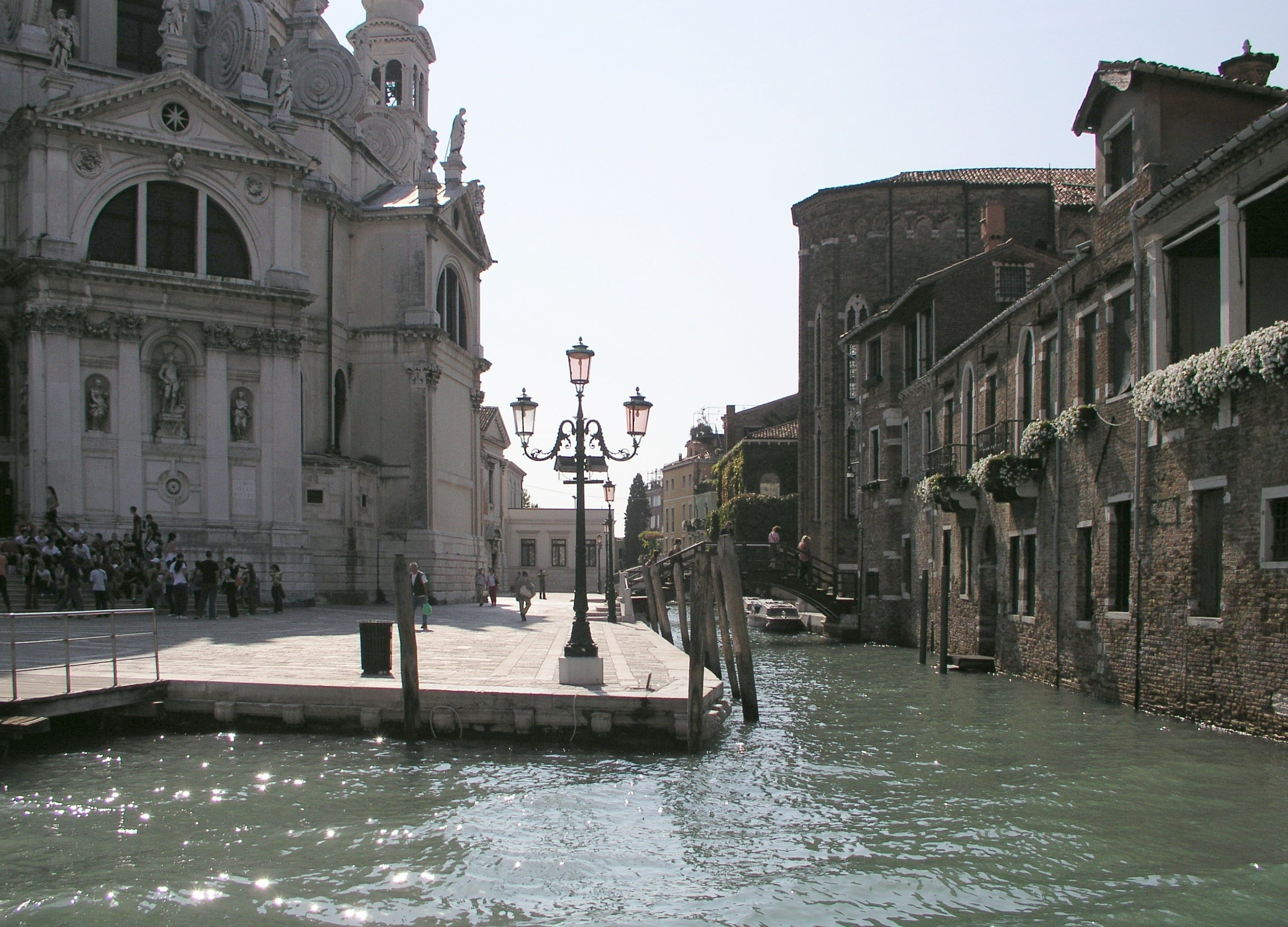
Rio della Salute.

Em 22 de março de 1630 o então patriarca de Veneza, Giovanni Tiepolo, fez uma promessa: "prometo solenemente erguer nesta cidade uma igreja e dedicá-la à Virgem Santíssima, chamando-a "Santa Maria della Salute", e que cada ano no dia em que esta cidade seja declarada livre do presente mal, Sua Serenidade e Seus Sucessores irão solenemente com o Senado visitar dita igreja em perpétua memória da pública gratidão por tanto benefício".
Em 26 de março, na Praça de São Marcos, o doge de Veneza Nicola Contarini, o clero e o povo reuniram-se para rezar. Quando a peste terminou tinham morrido 80 000 venezianos, e 600 000 no território da Sereníssima República, de Bréscia até Trieste, de Polesine a Belluno. Entre as pessoas que morreram, encontravam-se o doge e o patriarca.
Em 28 de novembro de 1631 começou a construção  na Punta della Dogana, a alfândega de Veneza. Confiada a   Baldassare Longhena, a obra terminou em 9 de novembro de 1687, quando o patriarca Alvuse Sagredi a benzeu. Para poder erguer a basílica neste lugar foi preciso cravar 1 156 650 estacas no terreno e ganhar uma vasta área de solo ao mar.

## Arquitetura
A nave central é de forma octogonal, sobre a que se apoia uma cúpula hemisférica que está rodeada de seis capelas menores. O presbitério e o altar-mor predominam sobre todo o resto. O grupo escultórico sobre o altar representa uma Virgem com menino, que simboliza a Saúde que defende Veneza da peste. Provém de Creta e foi trazida para Veneza por Francesco Morosini em 1670, quando Veneza cedeu a ilha aos turcos.
Podem ver-se três obras de Tiziano no teto: Morte de Abel, Sacrifício de Abraham e David e Golias. Estas cenas violentas do Antigo Testamento foram pintadas com extremo realismo, o qual se acentua devido à visão em perspetiva do observador. Os frescos, que se consideraram pouco apropriados na sua época, foram no entanto muito admirados e imitados  posteriormente. Também podem encontrar-se outras obras na sacristia: São Marcos no trono, com os santos Cosme, Damião, Sebastião e Roque (1511-12) e As bodas de Caná (1551).
Em cada dia 21 de novembro festeja-se a "Festa della Madonna della Salute" (Festa de Nossa Senhora da Saúde), na qual as pessoas atravessam uma ponte de barcas que vai da Praça de São Marcos até à basílica, onde param para rezar. Juntamente com a "Festa dello Redentore" (Festa do Redentor), é ainda hoje uma das festas populares mais queridas e participativas da cidade.

## Exterior
A fachada apresenta um grandioso portal com quatro grandes e altíssimas colunas coríntias. O corpo central é de forma octogonal com uma grande cúpula hemisférica, circundada por seis capelas menores. As refinadas volutas em espiral estabilizam contrafortes, e a lanterna é coroada pela estátua da Virgem Santa Maria.

As duas cúpulas e as duas torres sineiras.

A igreja prolonga-se para sul no volume menor do presbitério com absides laterais, cobrindo à sua volta uma cúpula mais baixa: estes elementos parecem imponentes a quem percorra o Rio Terà dei Catecumeni, e no início do século XX era o único acesso a terra da igreja. Longhena criou deste modo, tomando soluções do Palladio, perspetivas diferentes das observadas do Grande Canal de Veneza, do Campo della Salute, do Bacino di San Marco, do Canal da Giudecca ou do Rio Terà.

## Interior
O espaçoso interior, de planta centralizada, é amplamente iluminado por janelas das seis capelas laterais e grandes janelões do tambor do zimbório. A luz faz ressaltar o pavimento de mármore policromado.
O presbitério e o altar-mor dominam o conjunto. O grupo de esculturas sobre o altar representa uma Virgem com o menino, a representar a Saúde. Nas capelas laterais encontram-se telas de Luca Giordano e uma Descida do Espírito Santo de Tiziano (1555).

## Galeria de imagens

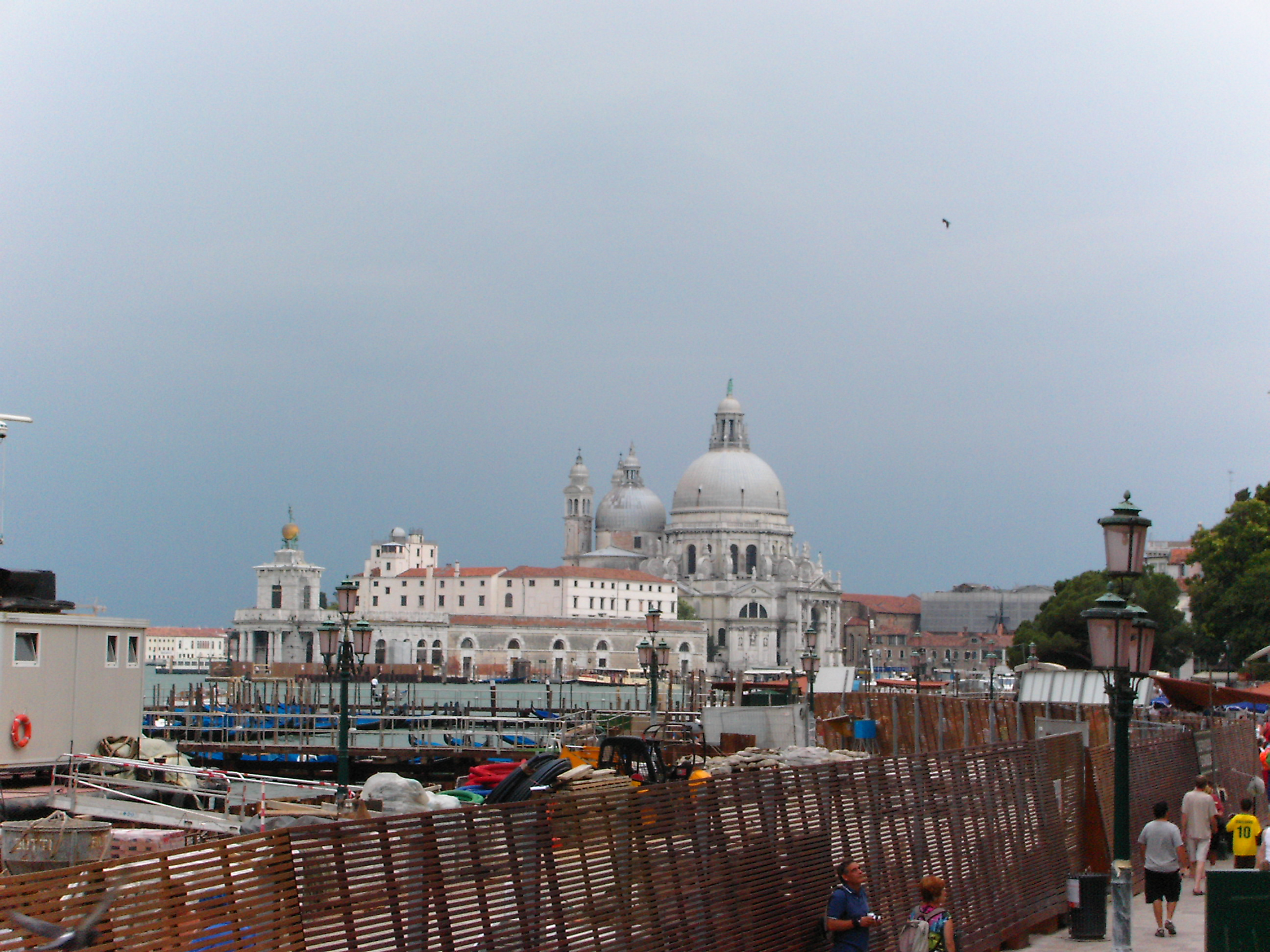
Vista da Praça de São Marcos
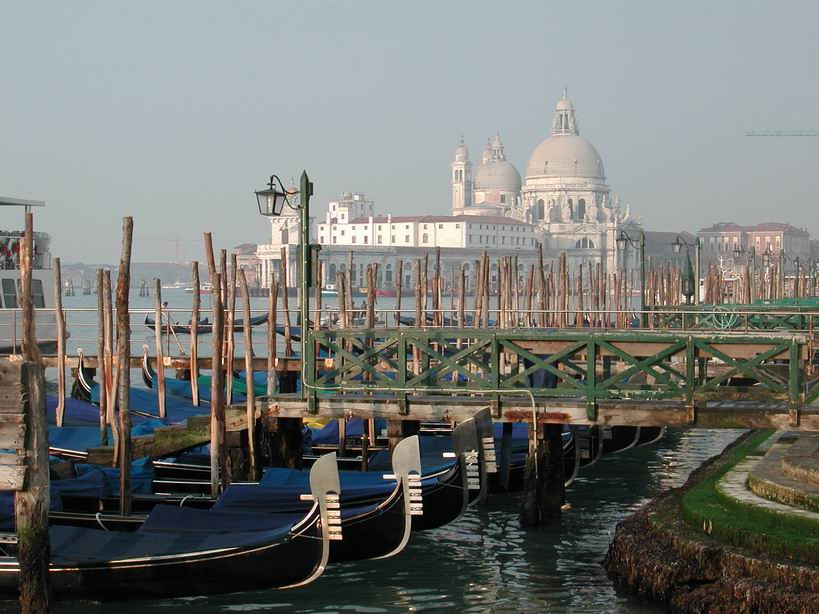
Vista da Praça de São Marcos
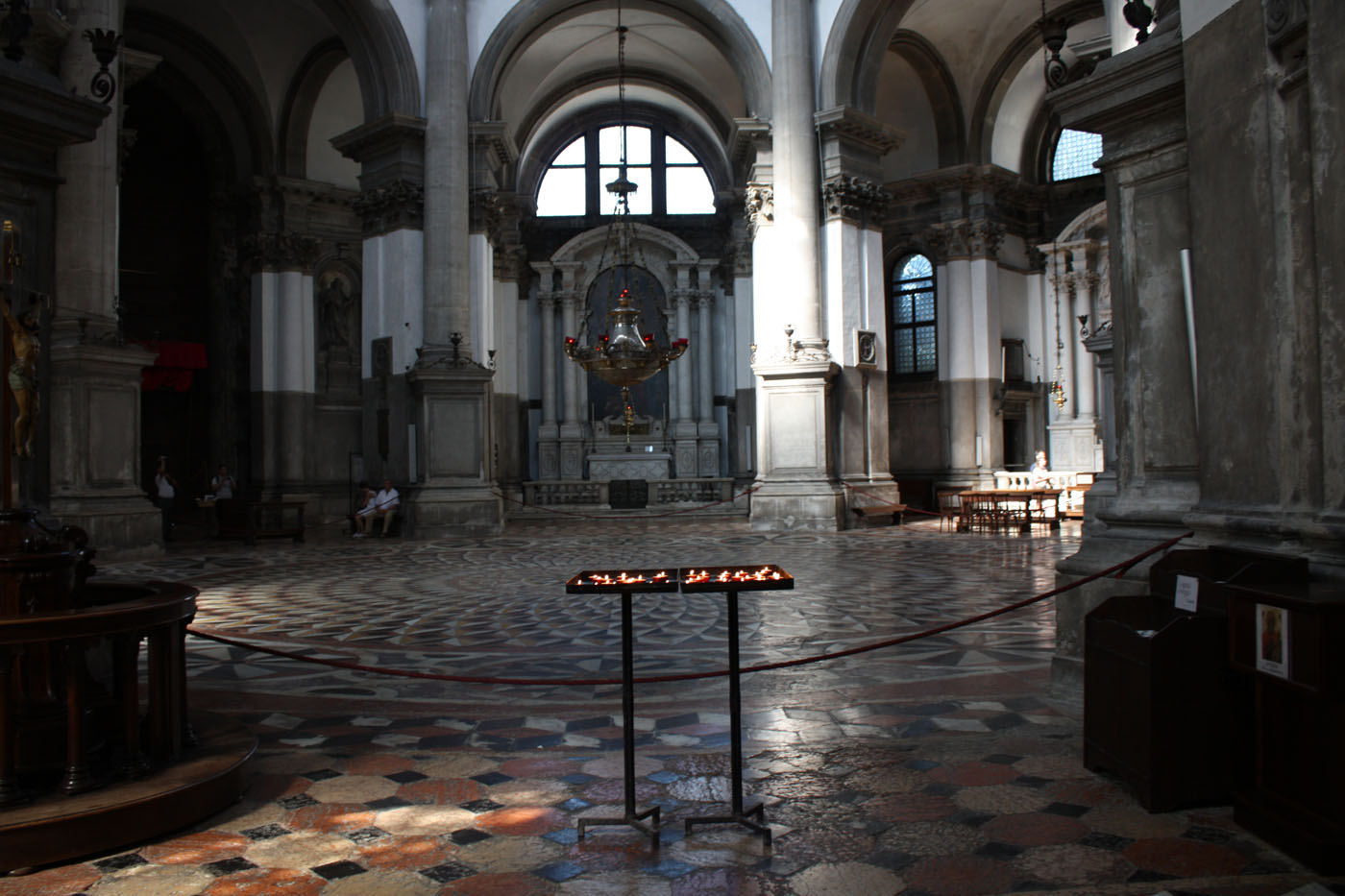
Basílica della Salute - Interno
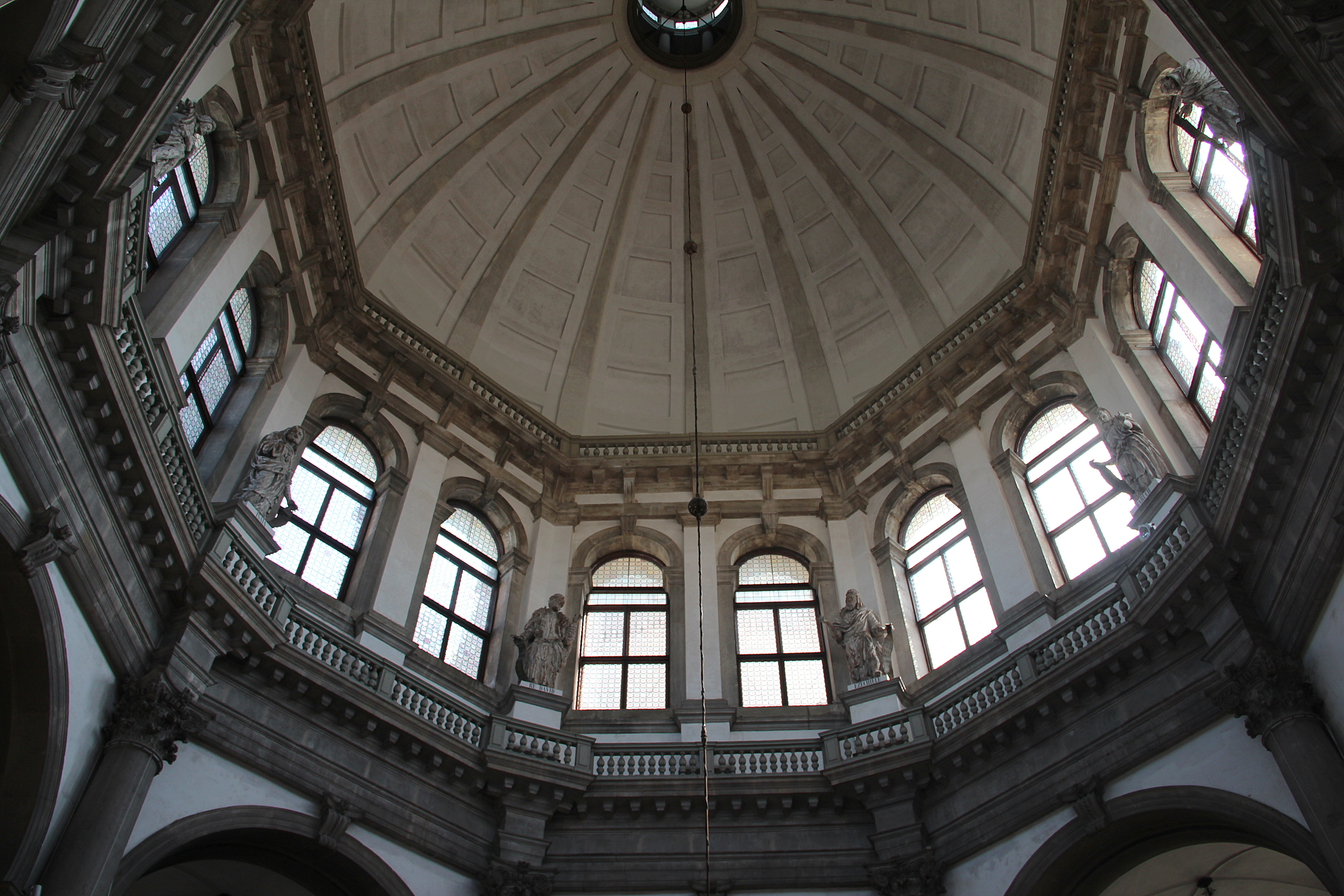
Basílica della Salute - interno com a cúpula
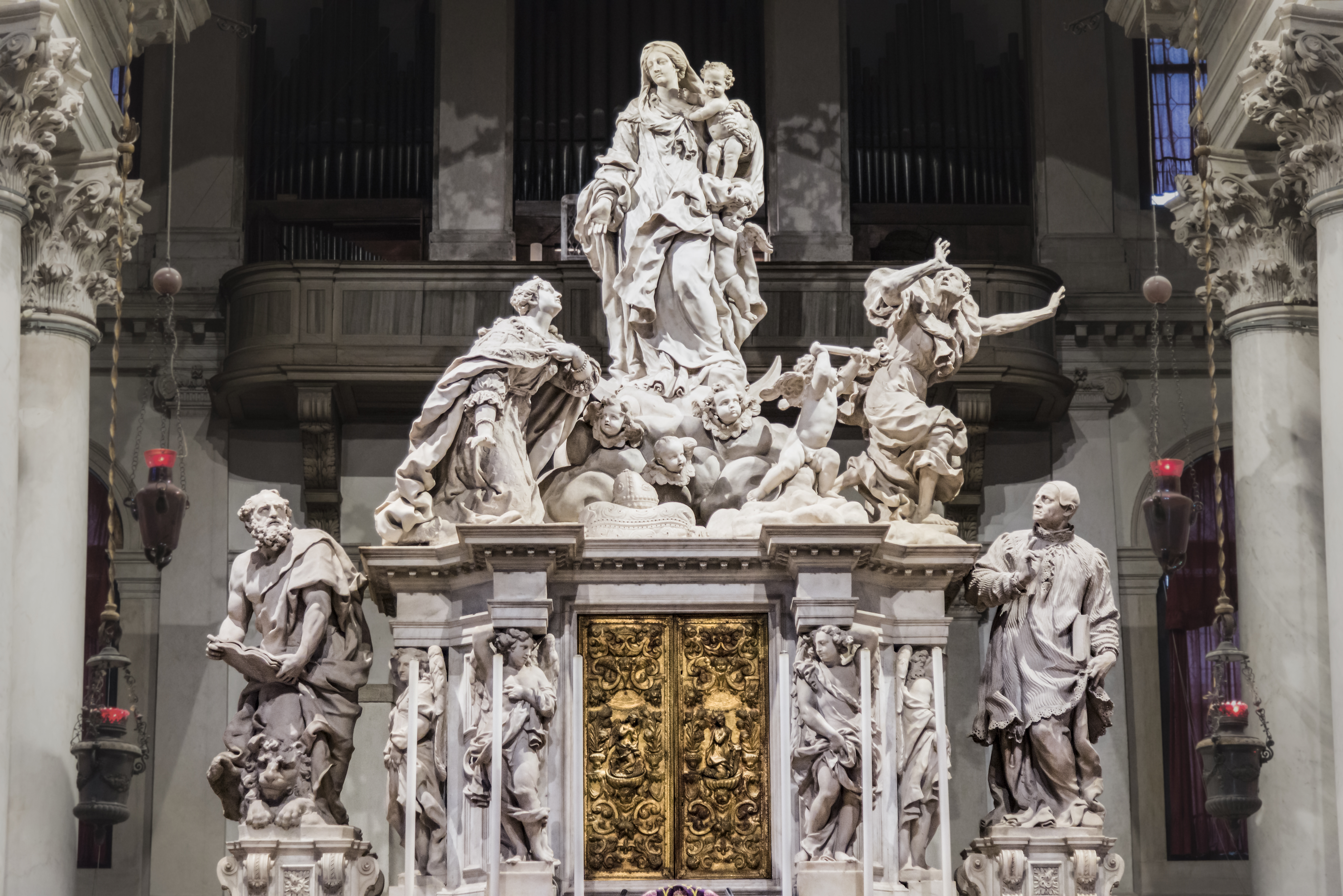
O altar principal - Giusto Le Court